# Arthaz-Pont-Notre-Dame
Arthaz-Pont-Notre-Dame ist eine französische Gemeinde im Département Haute-Savoie in der Region Auvergne-Rhône-Alpes.

## Geographie
Arthaz-Pont-Notre-Dame liegt auf 478 m, etwa 11 km südöstlich der Stadt Genf (Luftlinie). Das Dorf erstreckt sich im Arvetal, auf einem Plateau, das von der Arve und der Menoge eingefasst wird.
Die Fläche des 5,96 km² großen Gemeindegebiets umfasst einen Abschnitt des unteren Arvetals. Das 0,5 bis 2 km breite Plateau von Arthaz bildet eine grundwasserreiche Schotterebene. Im Lauf der Zeit haben sich die Flüsse Arve und Menoge durch Erosion in diese Ebene eingesenkt und rund 50 m tiefe Täler geschaffen. In diesen unbewohnten Tälern sind die Flussläufe in weitgehend natürlichem Zustand erhalten. Die Arve bildet die Gemeindegrenze im Süden und Westen, während die nördliche Abgrenzung entlang der Menoge verläuft. Im äußersten Westen vereinigen sich beide Flussläufe. Der höchste Punkt von Arthaz-Pont-Notre-Dame wird mit 513 m auf dem Plateau oberhalb des Weilers Rossat erreicht.
Die Gemeinde besteht aus den Ortschaften Arthaz und Pont-Notre-Dame und verschiedenen Weilersiedlungen, darunter (von Westen nach Osten): 
- Le Pont (470 m)
- Truaz (478 m)
- Nant (429 m) auf einer Anhöhe (ehemaliger Umlaufberg) im Arvetal
- Pilly (475 m)
- La Forge (480 m)
- La Chapelle (475 m)
- Rossat (508 m) auf einer Anhöhe über dem Menogetal

Nachbargemeinden von Arthaz-Pont-Notre-Dame sind Vétraz-Monthoux und Cranves-Sales im Norden, Bonne und Nangy im Osten, Reignier-Ésery im Süden sowie Monnetier-Mornex im Westen.

## Geschichte
Arthaz wird 1275 unter dem Namen Artas erstmals erwähnt; später erscheint auch die Bezeichnung Arethaz-la-Fourche in den Urkunden. Im Jahre 1813 fusionierten die vorher selbständigen Gemeinden Arthaz und Pont-Notre-Dame zur neuen Gemeinde Arthaz-Pont-Notre-Dame, nachdem zehn Jahre zuvor schon die Kirchgemeinden zusammengelegt worden waren.

## Sehenswürdigkeiten
Die Kirche im sardischen Stil wurde 1841 errichtet. Aus dem 14. Jahrhundert stammt das Château de Baudry mit seinen drei Türmen.

## Bevölkerung
| Jahr                       | 1962 | 1968 | 1975 | 1982 | 1990 | 1999 | 2006 |
| Einwohner                  | 585  | 691  | 850  | 957  | 1139 | 1169 | 1240 |
| Quellen: Cassini und INSEE |      |      |      |      |      |      |      |

Mit 1670 Einwohnern (1. Januar 2022) gehört Arthaz-Pont-Notre-Dame zu den kleineren Gemeinden des Département Haute-Savoie. Seit Beginn der 1960er Jahre wurde ein kontinuierliches starkes Bevölkerungswachstum verzeichnet. Außerhalb des alten Dorfkerns entstanden zahlreiche Einfamilienhäuser.

## Wirtschaft und Infrastruktur
Arthaz-Pont-Notre-Dame war bis weit ins 20. Jahrhundert hinein ein vorwiegend durch die Landwirtschaft geprägtes Dorf. Heute gibt es verschiedene Betriebe des lokalen Klein- und Mittelgewerbes sowie Bau- und Handelsfirmen. Zahlreiche Erwerbstätige sind Wegpendler, die in den größeren Ortschaften der Umgebung, vor allem im Raum Genf-Annemasse, ihrer Arbeit nachgehen.
Die Ortschaft ist verkehrsmäßig gut erschlossen. Sie liegt nahe der Hauptstraße N205, die von Annemasse nach Bonneville führt. Der nächste Anschluss an die Autobahn A40, welche das Gemeindegebiet durchquert, befindet sich in einer Entfernung von rund 5 km. Eine weitere Straßenverbindung besteht mit Reignier.